# Каменск Шахтински
Каменск Шахтински (рус. Каменск-Шахтинский) град је у Русији у Ростовској области. Према попису становништва из 2010. у граду је живело 95.306 становника.

## Становништво
Према прелиминарним подацима са пописа, у граду је 2010. живело 95.306 становника, 19.674 (26,01%) више него 2002.
| 1939.  | 1959.  | 1970.  | 1979.  | 1989.  | 2002.  | 2010.  |
| ------ | ------ | ------ | ------ | ------ | ------ | ------ |
| 42.711 | 57.525 | 68.135 | 71.598 | 72.379 | 75.632 | 95.296 |